# Terminal Rodoviário de Natal
O Terminal Rodoviário de Natal (oficialmente: Complexo Rodoviário Severino Tomaz da Silveira) é um terminal rodoviário localizado no bairro Nossa Senhora de Nazaré, zona oeste da cidade de Natal, no estado brasileiro do Rio Grande do Norte. Principal estação rodoviária do estado, ele serve toda a Região Metropolitana de Natal que possui atualmente mais de 1,6 milhões de pessoas.
Foi inaugurado no ano de 1981, sendo um dos maiores terminais do nordeste. O terminal chega a movimentar por mês mais de 200 mil pessoas que usam outros serviços além de embarque e desembarque.
Muito além de um terminal de embarque e desembarque, a Rodoviária de Natal se destaca pela oferta de guichês de atendimento de serviços essenciais. Administrado por uma empresa privada desde 2008, o terminal passou por reformas e desde o ano de 2012 conta com guichês dos Correios e Casas Lotéricas, lojas de grandes redes de fast-food e, em breve, pode receber uma Central do Cidadão.
Diariamente o terminal rodoviário de Natal tem uma média de embarque e desembarque estimado em 3,8 mil pessoas. Ao unir a esse número a quantidade de pessoas que passam diariamente no local para utilizar um dos balcões de serviços, essa média pode ultrapassar as 8 mil pessoas por dia. Em períodos de feriados, como o Carnaval, mais de 10 mil pessoas chegam a embarcar e desembarcar no local.